# Giulești (gmina)
Giulești – gmina w Rumunii, w okręgu Marmarosz. Obejmuje miejscowości Berbești, Ferești, Giulești i Mănăstirea. W 2011 roku liczyła 3113 mieszkańców.